# Mariona Caldentey
Maria Francesca Caldentey Oliver, detta Mariona (Felanitx, 19 marzo 1996), è una calciatrice spagnola, centrocampista offensivo dell'Arsenal e della nazionale spagnola.

## Carriera

### Club
Dal 2014 al 2024 Mariona Caldentey veste la maglia del Barcellona, vincendo sei campionati, sei coppe nazionali, quattro supercoppe nazionali e tre UEFA Women's Champions League. Si congeda dal club al termine della stagione 2023-2024, quando il nome di Caldentey corrisponde alla settima calciatrice nella storia blaugrana per numero di presenze (304), nonché alla quinta per numero di reti segnate (115).
Il 2 luglio 2024 viene ingaggiata a parametro zero dall'Arsenal, nella massima serie inglese. Il 4 settembre dello stesso anno viene inserita nella lista delle trenta candidate al Pallone d'Oro femminile.

### Nazionale
Caldentey inizia a essere convocata dalla federazione calcistica della Spagna RFEF) fin dal 2012, chiamata a indossare la maglia della formazione Under-17 affidata al tecnico Jorge Vilda, debuttando il 3 settembre 2012 nella partita vinta 8 a 0 contro le pari età delle Fær Øer in occasione del primo turno di qualificazione all'edizione 2013 degli Europei di categoria.
Nel 2014 Vilda la inserisce in rosa con la formazione Under-19 che affronta le qualificazioni agli Europei di categoria di Israele 2015. Superata agevolmente le eliminatorie approda alla fase finale, condividendo con le compagne la finale del 27 luglio 2015 allo Stadio Netanya di Netanya persa 3-1 con le avversarie della Svezia e, grazie a questo risultato, garantendosi l'accesso al Mondiale Under-20 di Papua Nuova Guinea 2016. Con le rosse U-19, nei soli tornei UEFA, realizza 14 reti su 12 presenze.
Caldentey gioca tutti i tre incontri disputati dalla Under-20 nella fase a gironi, realizzando la rete con cui il 16 novembre 2016 le spagnole superano il Giappone, ma raggiunti i quarti di finale la squadra viene eliminata dalla Corea del Nord ai supplementari.
Invitata al raduno della nazionale maggiore del gennaio 2017, Vilda la inserisce in rosa nella formazione chiamata a partecipare all'edizione 2017 dell'Algarve Cup, prima volta della Spagna invitata al torneo. La squadra, superata la fase eliminatoria, accede alla finale col Canada dell'8 marzo, vinta per 1-0 allo Stadio Algarve di Faro, permettendo a Caldentey di festeggiare la coppa con le compagne della sua nazionale.
Dopo essere stata una delle 15 firmatarie della lettera di protesta contro l’allenatore, ritenuto inadeguato ma sostenuto dalla federazione, nel 2023 viene convocata per il vittorioso mondiale disputato in Australia e Nuova Zelanda, manifestazione in cui mette a segno una rete nei quarti di finale contro i Paesi Bassi e scende in campo da titolare anche nella finale, vinta 1-0 sull'Inghilterra.

## Statistiche

### Presenze e reti nei club
Statistiche aggiornate al 30 maggio 2025.
| Stagione          | Squadra           | Campionato        | Campionato | Campionato | Coppe nazionali | Coppe nazionali | Coppe nazionali | Coppe continentali | Coppe continentali | Coppe continentali | Altre coppe | Altre coppe | Altre coppe | Totale | Totale |
| Stagione          | Squadra           | Comp              | Pres       | Reti       | Comp            | Pres            | Reti            | Comp               | Pres               | Reti               | Comp        | Pres        | Reti        | Pres   | Reti   |
| ----------------- | ----------------- | ----------------- | ---------- | ---------- | --------------- | --------------- | --------------- | ------------------ | ------------------ | ------------------ | ----------- | ----------- | ----------- | ------ | ------ |
| 2010-2011         | Collerense        | SL                | 1          | 0          | CR              | 1               | 0               | -                  | -                  | -                  | -           | -           | -           | 2      | 0      |
| 2011-2012         | Collerense        | PD                | 21         | 2          | CR              | 0               | 0               | -                  | -                  | -                  | -           | -           | -           | 21     | 2      |
| 2012-2013         | Collerense        | PD                | 22         | 7          | CR              | 0               | 0               | -                  | -                  | -                  | -           | -           | -           | 22     | 7      |
| 2013-2014         | Collerense        | PD                | 24         | 8          | CR              | 0               | 0               | -                  | -                  | -                  | -           | -           | -           | 24     | 8      |
| Totale Collerense | Totale Collerense | Totale Collerense | 68         | 17         |                 | 1               | 0               |                    | -                  | -                  |             | -           | -           | 69     | 17     |
| 2014-2015         | Barcellona        | PD                | 26         | 11         | CR              | 2               | 1               | UWCL               | 3                  | 0                  | -           | -           | -           | 31     | 12     |
| 2015-2016         | Barcellona        | PD                | 13         | 2          | CR              | 0               | 0               | UWCL               | 0                  | 0                  | -           | -           | -           | 13     | 2      |
| 2016-2017         | Barcellona        | PD                | 18         | 3          | CR              | 3               | 0               | UWCL               | 4                  | 1                  | -           | -           | -           | 25     | 4      |
| 2017-2018         | Barcellona        | PD                | 14         | 8          | CR              | 4               | 2               | UWCL               | 5                  | 3                  | -           | -           | -           | 23     | 13     |
| 2018-2019         | Barcellona        | PD                | 20         | 9          | CR              | 1               | 0               | UWCL               | 7                  | 2                  | -           | -           | -           | 28     | 11     |
| 2019-2020         | Barcellona        | PD                | 17         | 6          | CR              | 4               | 0               | UWCL               | 6                  | 1                  | SE          | 2           | 0           | 29     | 7      |
| 2020-2021         | Barcellona        | PD                | 34         | 13         | CR              | 3               | 2               | UWCL               | 9                  | 2                  | SE          | 1           | 0           | 47     | 17     |
| 2021-2022         | Barcellona        | PD                | 15         | 6          | CR              | 2               | 1               | UWCL               | 7                  | 1                  | SE          | 0           | 0           | 24     | 8      |
| 2022-2023         | Barcellona        | PD                | 19         | 6          | CR              | 1               | 1               | UWCL               | 8                  | 4                  | SE          | 2           | 1           | 30     | 12     |
| 2023-2024         | Barcellona        | PD                | 27         | 9          | CR              | 5               | 6               | UWCL               | 11                 | 2                  | SE          | 2           | 2           | 45     | 19     |
| Totale Barcellona | Totale Barcellona | Totale Barcellona | 203        | 73         |                 | 25              | 13              |                    | 60                 | 16                 |             | 7           | 3           | 295    | 105    |
| 2024-2025         | Arsenal           | WSL               | 21         | 9          | FAWC            | 3               | 0               | UWCL               | 15                 | 8                  | FAWLC       | 2           | 2           | 41     | 19     |
| Totale Carriera   | Totale Carriera   | Totale Carriera   | 292        | 99         |                 | 29              | 13              |                    | 75                 | 24                 |             | 9           | 5           | 406    | 141    |

## Palmarès

### Club

#### Competizioni nazionali
- Campionato spagnolo: 6

Barcellona: 2014-2015, 2019-2020, 2020-2021, 2021-2022, 2022-2023, 2023-2024
- Coppa della Regina: 6

Barcellona: 2017, 2018, 2019-2020, 2020-2021, 2021-2022,  2023-2024
- Supercoppa spagnola: 4

Barcellona: 2020, 2022, 2023, 2024

#### Competizioni internazionali
- UEFA Women's Champions League: 4

Barcellona: 2020-2021, 2022-2023, 2023-2024
Arsenal: 2024-2025

### Nazionale
- Algarve Cup: 1

2017
- Campionato mondiale: 1

2023
- UEFA Women's Nations League: 1

2023-2024